# .st
.st è il dominio di primo livello nazionale assegnato a São Tomé e Príncipe.
Nel 2012 Telstra ha attivato un servizio di abbreviazione degli URL presso il dominio tel.st.